# Cselgáncs az 1976. évi nyári olimpiai játékokon
Az 1976. évi nyári olimpiai játékokon cselgáncsban hat versenyszámban avattak olimpiai bajnokot.

## Éremtáblázat
| Az 1976. évi nyári olimpiai játékok éremtáblázata cselgáncsban | Az 1976. évi nyári olimpiai játékok éremtáblázata cselgáncsban | Az 1976. évi nyári olimpiai játékok éremtáblázata cselgáncsban | Az 1976. évi nyári olimpiai játékok éremtáblázata cselgáncsban | Az 1976. évi nyári olimpiai játékok éremtáblázata cselgáncsban | Olimpia  |
| -------------------------------------------------------------- | -------------------------------------------------------------- | -------------------------------------------------------------- | -------------------------------------------------------------- | -------------------------------------------------------------- | -------- |
|                                                                | Ország                                                         | Arany                                                          | Ezüst                                                          | Bronz                                                          | Összesen |
| 1.                                                             | Japán (JPN)                                                    | 3                                                              | 1                                                              | 1                                                              | 5        |
| 2.                                                             | Szovjetunió (URS)                                              | 2                                                              | 2                                                              | 1                                                              | 5        |
| 3.                                                             | Kuba (CUB)                                                     | 1                                                              | 0                                                              | 0                                                              | 1        |
|                                                                |                                                                |                                                                |                                                                |                                                                |          |
| 4.                                                             | Dél-Korea (KOR)                                                | 0                                                              | 1                                                              | 2                                                              | 3        |
| 5.                                                             | Nagy-Britannia (GBR)                                           | 0                                                              | 1                                                              | 1                                                              | 2        |
| 6.                                                             | NSZK (FRG)                                                     | 0                                                              | 1                                                              | 0                                                              | 1        |
|                                                                |                                                                |                                                                |                                                                |                                                                |          |
| 7.                                                             | Egyesült Államok (USA)                                         | 0                                                              | 0                                                              | 1                                                              | 1        |
| 7.                                                             | Franciaország (FRA)                                            | 0                                                              | 0                                                              | 1                                                              | 1        |
| 7.                                                             | Jugoszlávia (YUG)                                              | 0                                                              | 0                                                              | 1                                                              | 1        |
| 7.                                                             | Lengyelország (POL)                                            | 0                                                              | 0                                                              | 1                                                              | 1        |
| 7.                                                             | Magyarország (HUN)                                             | 0                                                              | 0                                                              | 1                                                              | 1        |
| 7.                                                             | Olaszország (ITA)                                              | 0                                                              | 0                                                              | 1                                                              | 1        |
| 7.                                                             | Svájc (SUI)                                                    | 0                                                              | 0                                                              | 1                                                              | 1        |
|                                                                |                                                                |                                                                |                                                                |                                                                |          |
| Összesen                                                       | Összesen                                                       | 6                                                              | 6                                                              | 12                                                             | 24       |

## Érmesek
| Az 1976. évi nyári olimpiai játékok érmesei cselgáncsban |                                         |                                                   |                                                    |
| Versenyszám                                              | Arany                                   | Ezüst                                             | Bronz                                              |
| 63 kg                                                    | Héctor Rodríguez · Kuba (CUB)           | Csang Ungjong (Jang Eun-gyeong) · Dél-Korea (KOR) | Felice Mariani · Olaszország (ITA)                 |
| 63 kg                                                    | Héctor Rodríguez · Kuba (CUB)           | Csang Ungjong (Jang Eun-gyeong) · Dél-Korea (KOR) | Tuncsik József · Magyarország (HUN)                |
| 70 kg                                                    | Vlagyimir Nyevzorov · Szovjetunió (URS) | Kuramoto Kódzsi · Japán (JPN)                     | Marian Tałaj · Lengyelország (POL)                 |
| 70 kg                                                    | Vlagyimir Nyevzorov · Szovjetunió (URS) | Kuramoto Kódzsi · Japán (JPN)                     | Patrick Vial · Franciaország (FRA)                 |
| 80 kg                                                    | Szonoda Iszamu · Japán (JPN)            | Valerij Dvojnyikov · Szovjetunió (URS)            | Slavko Obadov · Jugoszlávia (YUG)                  |
| 80 kg                                                    | Szonoda Iszamu · Japán (JPN)            | Valerij Dvojnyikov · Szovjetunió (URS)            | Pak Jongcshol (Park Yeong-cheol) · Dél-Korea (KOR) |
| 93 kg                                                    | Ninomija Kazuhiro · Japán (JPN)         | Ramaz Harsiladze · Szovjetunió (URS)              | Jörg Röthlisberger · Svájc (SUI)                   |
| 93 kg                                                    | Ninomija Kazuhiro · Japán (JPN)         | Ramaz Harsiladze · Szovjetunió (URS)              | David Starbrook · Nagy-Britannia (GBR)             |
| +93 kg                                                   | Szerhij Novikov · Szovjetunió (URS)     | Günther Neureuther · NSZK (FRG)                   | Allen Coage · Egyesült Államok (USA)               |
| +93 kg                                                   | Szerhij Novikov · Szovjetunió (URS)     | Günther Neureuther · NSZK (FRG)                   | Endó Szumio · Japán (JPN)                          |
| Nyílt                                                    | Uemura Haruki · Japán (JPN)             | Keit Remfry · Nagy-Britannia (GBR)                | Cso Dzsegi (Jo Jaegi) · Dél-Korea (KOR)            |
| Nyílt                                                    | Uemura Haruki · Japán (JPN)             | Keit Remfry · Nagy-Britannia (GBR)                | Sota Csocsisvili · Szovjetunió (URS)               |